# Günther Kott
Günther Kott (* 19. Dezember 1930) ist ein ehemaliger deutscher Fußballspieler, der zwischen 1949 und 1955 in der höchsten Spielklasse des DDR-Fußballs aktiv war. 

## Vorbemerkung
In den einschlägigen Quellen gibt es sowohl zum Familiennamen als auch den beteiligten Einsatzorten unterschiedliche Angaben. Bei dfb.de wird der Name Knott benutzt, während bei weltfussball.de Kott (ohne n) angeführt wird. Bei den Printmedien heißt es im Zusammenhang mit Leipzig ebenfalls Kott. Falsch ist die Angabe, dass der Spieler am 9. Januar 1955 ein Spiel beim ZSK Vorwärts Berlin bestritten haben soll. Davor und danach spielte er noch für den SC Lok Leipzig. Bei DSFS wird das ZSK-Spiel einem Spieler namens Knott (mit n) zugeordnet, allerdings mit dem Geburtsdatum von Kott (ohne n). Im Spielbericht der fuwo vom 11. Januar 1955 heißt es: „Mit viel Interesse beobachteten wir den jungen Knott, ein talentierter Mann, der aus Plauen zur KVP (ZSK) gestoßen ist“. In der ersten Version des hiesigen Artikels wird der Familienname „Kott“ verwendet, wie er sich aus der Mehrzahl der Quellen ergibt.

## Sportliche Laufbahn
Als zur Saison 1949/50 mit der DS-Liga, der späteren DDR-Oberliga, erstmals in der Ostzone eine landesweite höchste Fußballklasse ihren Spielbetrieb begann, gehörte die neu gegründete ZSG Industrie Leipzig zu den Gründungsmitgliedern. In deren Liga-Aufgebot stand auch der 18-jährige Günther Kott. Trainer Fritz Krauß setzte ihn sofort in den beiden ersten Punktspielen ein und ließ ihn als Innenstürmer spielen. Danach entschied sich Krauß für die bisherigen Stammspieler Gerhard Hübler und Werner Steuer, und Kott wurde bis zum Saisonende nicht mehr aufgeboten. Auch in den folgenden beiden Spielzeiten wurde Kott nicht in der 1. Mannschaft eingesetzt und gehörte damit auch nicht zu dem Spielerkreis, der 1951 unter der neuen Bezeichnung BSG Chemie den Oberliga-Meistertitel errang. Erst unter dem Trainer Walter Rose kehrte er bei Chemie in die Oberliga zurück. In der Saison 1952/53 kam Kott in der Rückrunde zum Einsatz, bestritt von den 15 Punktspielen aber nur acht Partien, bei denen er viermal auf verschiedenen Positionen in der Startelf stand. Als zur Saison 1953/54 Alfred Kunze die Mannschaft übernahm, rückte Kott in die erweiterte Stammelf auf. Bei seinen 18 Einsätzen bei 28 Oberligaspielen spielte er abwechselnd in der Abwehr und im Mittelfeld. 1954/55, die Leipziger traten nun als SC Lokomotive Leipzig an, fiel Kott wieder aus der Stammelf heraus. Vom 1. bis zum 7. Spieltag spielte er noch viermal in der Oberliga, davon zwei Spiele in der Startelf. Nach längerer Pause bestritt er sein letztes Oberligaspiel am 19. Spieltag. Zum Saisonende verließ Günther Kott den SC Lok Leipzig nach 33 Oberligaspielen. Im Herbst 1955 wechselte er zur BSG Lok Cottbus in die drittklassige II. DDR-Liga. 